# Декшняны
Декшняны (бел. Дзякшня́ны) — деревня в Молодечненском районе Минской области Беларуси. Входит в состав Радошковичского сельсовета.

## География
Через деревню пролегает дорога Н-9152, рядом дорога Н-9123.
Ближайшие населённые пункты Путники, Радошковичи и др.

### Гидрография
Река Чернявка.

## Этимология
Известна литовская одноименная фамилия Dekšnys. С тем же элементом -šn- фамилия Vikšnys, от которого Викшняны.

## История
В 1904 году Радошковской волости Вилейского уезда Виленской губернии.

## Население

### Численность
- 2019 год — 123 жителей

### Динамика
- 1999 год — 224 жителей (перепись населения)
- 2009 год — 155 жителей (перепись населения)[3]
- 2019 год — 123 жителей (перепись населения)

## Достопримечательность
- Усадьба Володковичей (XIX—нач. XX вв.)

## Известные лица
- Дашкевич, Вячеслав Иосифович (род. 1941) — белорусский поэт.